# Кент (округ, Делавер)
Шаблон:StateAbbr_ 39°06′ пн. ш. 75°30′ зх. д. / 39.1° пн. ш. 75.5° зх. д.
Округ Кент (англ. Kent County)  є адміністративною одиницею вищого порядку в штаті Делавер. Розташоване на північному заході США й займає територію, площею в 2072 км², на якій мешкає близько 162 310 жителів. Столиця округу, водночас, є й столицею штату Делавер - Довер. Округ названий на честь англійського міста Кент.

## Історія
Округ утворений 1683 року.

## Демографія
За даними перепису 
2000 року 
загальне населення округу становило 126697 осіб, зокрема міського населення було 81728, а сільського — 44969.
Серед них чоловіків — 61070, а жінок — 65627. В окрузі було 47224 домогосподарства, 33615 родин, які мешкали в 50481 будинках.
Середній розмір родини становив 3,06.
Віковий розподіл населення поданий у таблиці:
| Стать    | До 15 років | 15-21 | 22-29 | 30-39 | 40-49 | 50-65 | 65-85 | Понад 85 |
| -------- | ----------- | ----- | ----- | ----- | ----- | ----- | ----- | -------- |
| Чоловіки | 14687       | 6708  | 6204  | 9516  | 8763  | 8894  | 5874  | 424      |
| Жінки    | 14217       | 6872  | 6772  | 10080 | 9513  | 9670  | 7390  | 1113     |

## Адміністративний поділ

### Міста та села
Більшість населення графства Кент проживає в таких населених пунктах:
|    | Назва (українською) | Тим поселення | Кількість населення | Назва (англійською) | "Сотня" - давня адмін. одиниця. | Рік заснування |
| -- | ------------------- | ------------- | ------------------- | ------------------- | ------------------------------- | -------------- |
| 1  | Довер               | місто         | 36,047              | Dover               | East Dover Hundred              | 1683           |
| 2  | Смирна              | містечко      | 10,023              | Smyrna              | Duck Creek Hundred              |                |
| 3  | Мілфорд             | місто         | 9,559               | Milford             | Milford Hundred                 |                |
| 4  | Гаррінґтон          | місто         | 3,562               | Harrington          | Mispillion Hundred              |                |
| 5  | Камден              | містечко      | 3,464               | Camden              | North Murderkill Hundred        |                |
| 6  | Клейтон             | містечко      | 2,918               | Clayton             | Duck Creek Hundred              |                |
| 7  | Чесволд             | містечко      | 1,380               | Cheswold            | Kenton Hundred                  |                |
| 8  | Вайомінґ            | містечко      | 1,313               | Wyoming             | North Murderkill Hundred        |                |
| 9  | Фелтон              | містечко      | 1,298               | Felton              | South Murderkill Hundred        |                |
| 10 | Фредеріка           | містечко      | 774                 | Frederica           | South Murderkill Hundred        |                |
| 11 | Х'юстон             | містечко      | 374                 | Houston             | Milford Hundred                 |                |
| 12 | Бауерс              | містечко      | 335                 | Bowers)             | South Murderkill Hundred        |                |
| 13 | Кентон              | містечко      | 261                 | Kenton              | Kenton Hundred                  |                |
| 14 | Магнолія            | містечко      | 225                 | Magnolia            | South Murderkill Hundred        |                |
| 15 | Літтл-Крік          | містечко      | 224                 | Little Creek        | Little Creek Hundred            |                |
| 16 | Лейпсік             | містечко      | 183                 | Leipsic             | Little Creek Hundred            |                |
| 17 | Вудсайд             | містечко      | 181                 | Woodside            | North Murderkill Hundred        |                |
| 18 | Віола               | містечко      | 157                 | Viola               | North Murderkill Hundred        |                |
| 19 | Фармінгтон          | містечко      | 110                 | Farmington          | Mispillion Hundred              |                |
| 20 | Гартлі              | містечко      | 74                  | Hartly              | West Dover Hundred              |                |

### Відокремлені території
Статистично виокремлені території-місцини (CDPs) та відокремлені території/одиниці (Unincor. area):
|    | Назва (українською)          | Тим поселення | Кількість населення | Назва (англійською)  | Рік заснування |
| -- | ---------------------------- | ------------- | ------------------- | -------------------- | -------------- |
| 1  | Гайленд-Акрс                 | CDPs          | 3,379               | Highland Acres       |                |
| 2  | Райзінґ-Сан-Лебанон          | CDPs          | 2,458               | Rising Sun-Lebanon   |                |
| 3  | Вудсайд-Іст                  | CDPs          | 2,174               | Woodside East        |                |
| 4  | Кент-Акрс                    | CDPs          | 1,637               | Kent Acres           |                |
| 5  | Родні-Вілледж                | CDPs          | 1,602               | Rodney Village       |                |
| 6  | Ріверв'ю                     | CDPs          | 1,583               | Riverview            |                |
| 7  | Доверська Військова Авіабаза | CDPs          |                     | Dover Air Force Base |                |
| 8  | Ендрювайлл                   | Unincor. area |                     | Andrewville          |                |
| 9  | Беррітаун                    | Unincor. area |                     | Berrytown            |                |
| 10 | Літтл Гейвен                 | Unincor. area |                     | Little Heaven        |                |
| 11 | Мерідел                      | Unincor. area |                     | Marydel              |                |

## Суміжні округи
- Нью-Касл - північ
- Салем, Нью-Джерсі - північний схід
- Камберленд, Нью-Джерсі - схід
- Кейп-Мей, Нью-Джерсі - схід
- Сассекс - південь
- Керолайн, Меріленд - південний захід
- Графство королеви Анни, Меріленд - захід
- Кент, Меріленд - північний захід

## Виноски
1. ↑  U.S. Decennial Census. United States Census Bureau. Архів оригіналу за 26 квітня 2015. Процитовано 12 червня 2014.
2. ↑  Historical Census Browser. University of Virginia Library. Архів оригіналу за 11 серпня 2012. Процитовано 12 червня 2014.
3. ↑  Population of Counties by Decennial Census: 1900 to 1990. United States Census Bureau. Архів оригіналу за 18 лютого 2014. Процитовано 12 червня 2014.
4. ↑  Census 2000 PHC-T-4. Ranking Tables for Counties: 1990 and 2000 (PDF). United States Census Bureau. Архів оригіналу (PDF) за 18 грудня 2014. Процитовано 12 червня 2014.
5. ↑  State & County QuickFacts. United States Census Bureau. Архів оригіналу за 28 грудня 2015. Процитовано 12 червня 2014.(англ.) Наведено за англійською вікіпедією.
6. ↑  American FactFinder. Бюро перепису населення США. Архів оригіналу за 29 липня 2011. Процитовано 31 січня 2008.